# 초고속 집적회로
초고속 집적회로(Very-High-Speed Integrated Circuits, VHSIC)는 1980년대에 미국 정부가 매우 빠르게 동작하는 집적회로를 개발하기 위하여 사용한 프로그램이다.
미국 국방부는 1980년에 연합 (육군/해군/공군) 프로젝트로 VHSIC 프로젝트를 출범시켰다. VHSIC 프로젝트는 집적회로 물질, 식각, 패키지, 검사, 알고리즘을 개발했고, 다양한 컴퓨터 지원 설계 도구를 만들어 냈다. VHSIC 프로젝트의 기여로 잘 알려진 언어는 VHDL 하드웨어 기술 언어이다. VHSIC 프로그램은 군용 전자제품이 GaAs 집적회로에서 시모스 회로의 상용 주류로 선회하게 되었다.

## 참조
1. ↑  David J. Creasey (1985). 《Advanced Signal Processing》. IEE Telecommunications Series. ISBN 0863410375.
2. ↑  John B. Shoven (1988). 《Government Policy Towards Industry in the United States and Japan》. Cambridge University Press. ISBN 0521333253.[깨진 링크(과거 내용 찾기)]